# Crom Cruach
Crom Cruach (staroirlandzkie Cromm Cruaich lub Cenn Cruaich) to irlandzkie bóstwo czczone w czasach przedchrześcijańskich. Według poematu z Księgi z Leinster z XII wieku, był to wielki szczerozłoty obiekt usytuowany na równinie Mag Slecht w ulsterskim hrabstwie Cavan. Wokół bóstwa miało stać dwanaście mniejszych bożków zrobionych z kamienia. Cromowi Cruachowi wczesna iryjska ludność miała składać krwawe ofiary z pierworodnych dzieci i zwierząt - lub co trzecie dziecko - podczas święta Samhain, w zamian za dobrą pogodę, a co za tym idzie, obfite plony i pomyślną hodowlę bydła. Kres temu krwawemu kultowi, którego wyznawcy mieli nierzadko ginąć podczas praktyk rytualnych, położył według legendy dopiero św. Patryk. Crom Cruach zapadł się pod ziemię w następstwie rzuconej na niego przez św. Patryka klątwy. Święty po zniszczeniu bożka miał wygłosić kazanie do miejscowej ludności, potępiając palenie krów i mordowanie potomstwa podczas religijnych obrzędów. Ufundował także studnię, która miała służyć do udzielania chrztu.
Nazwa Crom Cruach najprawdopodobniej oznacza  "głowę grobowca" lub "skrwawioną głowę", jak wspomina księga z Leinster.